# Monseñor José Vicente de Unda
Monseñor José Vicente de Unda is een gemeente in de Venezolaanse staat Portuguesa. De gemeente telt 29.000 inwoners. De hoofdplaats is Paraíso de Chabasquén.